# Carningli Hillfort

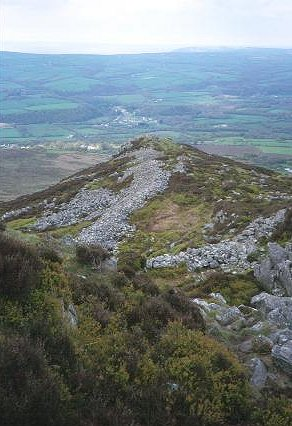
Mynydd Carningli

Carningli Hillfort ist ein 400 m langes und 100 m breites Hillfort auf dem Carningli („Berg der Engel“, auch Mynydd Melyn genannt) nahe Fishguard im Pembrokeshire Coast National Park im walisischen Pembrokeshire. 

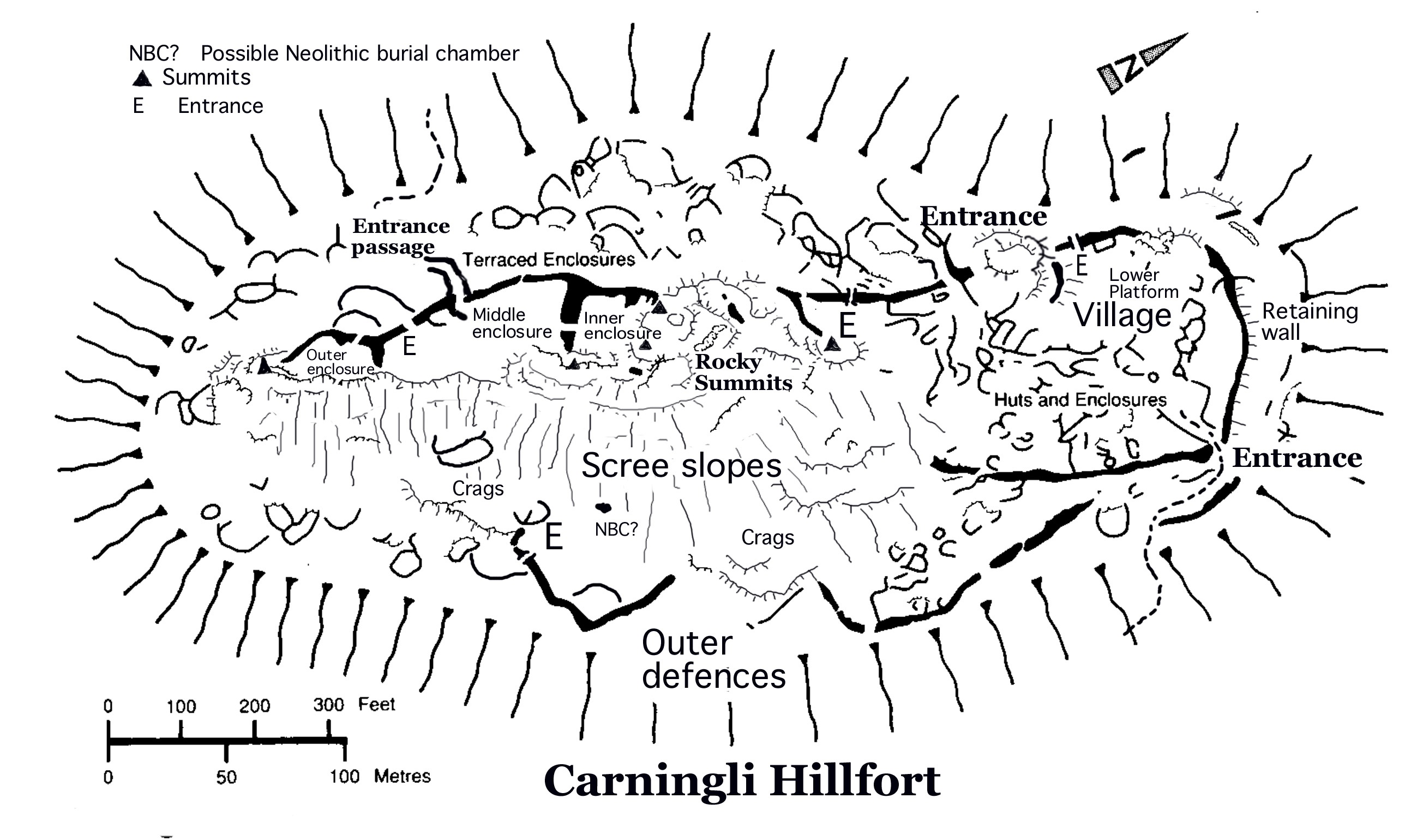
Carningli Grundplan

Hillforts stammen in der Regel aus der Eisenzeit bzw. aus dem 1. Jahrtausend v. Chr. Die Hänge des Carningli sind mit Spuren aus der Bronzezeit bedeckt und einige Merkmale weisen darauf hin, dass das Hillfort auch älter sein kann. 
Obwohl Carningli keines der größeren Hillforts in Wales ist, ist es mit einer Reihe von Steinwällen, eingebunden in natürliche Felsaufschlüsse und Geröllhalden, die Teil der Einfriedung waren, eines der komplexesten. Innerhalb und außerhalb dieser Wälle liegen terrassenartig Gehege mit Rund- und Rechteckhütten um das Hillfort. Es gibt etwa 25 Hüttenkreise am Nordostende im Hillfort und auf der Westseite gibt es drei getrennte Gehege. Unter dem Geröll an der Ostflanke des Berges gibt es zwei weitere massive Einhegungen. Es gibt Anhaltspunkte dafür, dass einige der Strukturen absichtlich zerstört wurden. 
Aufzeichnungen weisen auf eine intermittierende Besiedlung in frühchristlicher Zeit hin. Wie bei anderen Hillforts wird der keltische Stamm, der den Carningli nutzte, vermutlich Transhumanz betrieben haben. Es ist noch keine Ausgrabung der Höhensiedlung erfolgt.
In der Nähe liegt Carn Ffoi.